# Linia M2 metra w Mediolanie
Linia M2 – druga w kolejności powstania linia metra w Mediolanie. 
Pierwsza część została otwarta w 1969 między stacjami Caiazzo i Gobba. Linia M2 jest również nazywana linią zieloną lub Linea Verde w języku włoskim i takim kolorem jest ona oznaczona.
Obecnie linia rozpoczyna się na południu miasta, przebiega przez centrum miasta, a w północnych dzielnicach rozwidla się na dwie części, jedna na północny wschód do Cologno Monzese, a druga na wschód do Gessate. Linia składa się z 35 stacji, a jej całkowita długość wynosi 39,4 km. Obecnie w budowie jest 4,7 km linii i 2 stacje. Prace zostaną ukończone w 2011 roku.